# Massacro di Xocalı
Il massacro di Xocalı è stato il massacro di centinaia di civili azeri, avvenuto il 26 febbraio 1992, nella città di Xocalı, in Azerbaigian da parte dell'esercito armeno e di un reggimento russo.

## Antefatti
La cittadina di Xocalı, già interessata in precedenza da diversi scontri, si trova tra Ağdam e Step'anakert, un tempo capitale della dissolta Repubblica dell'Artsakh. Vista la vicinanza della città alla capitale erano state posizionate numerose batterie lanciamissili, utilizzate dalle forze azere per assediare Step'anakert. Durante la prima guerra del Nagorno Karabakh la popolazione della città crebbe vertiginosamente, raggiungendo circa i 6 000 abitanti. Nel 1991 le forze armate dell'Artsakh hanno isolato la città per poi porla sotto assedio. Parte della popolazione era stata evacuata, tuttavia rimasero molti civili.

## Il massacro
Secondo Human Rights Watch il massacro è iniziato quando diversi civili, scappando dopo l'occupazione della città, hanno raggiunto il confine azero, sorvegliato dalle forze armate armene. Il bilancio ufficiale fornito dalle autorità azere è di 613 civili, tra cui 106 donne e 83 bambini. Inoltre per la Croce Rossa Internazionale ci sarebbero stati circa 4 500 dispersi.

### La posizione azera
Secondo gli azeri, gli armeni hanno deliberatamente massacrato parte della popolazione di Xocalı, e qualificano i fatti come "genocidio". L'azione armena sarebbe arrivata nel quarto anniversario della strage di armeni avvenuta il 27 febbraio 1988 nella città azera di Sumqayıt, fatto che confermerebbe la volontà di rappresaglia da parte degli stessi armeni. Secondo gli azeri la popolazione civile in fuga sarebbe stata aggredita da milizie armene e alcuni corpi sarebbero stati mutilati. La diplomazia dell'Azerbaigian è molto attiva per denunciare il massacro di Xocalı e chiede un pronunciamento internazionale di condanna. Nel 2008 l'Associazione culturale olandese-azerbaigiano-turca ha inaugurato nella città olandese dell'Aia un monumento per commemorare le vittime del massacro.

### La posizione armena
Gli armeni hanno sempre rigettato ogni accusa. In particolare sostengono che si trattò di un'operazione militare, che la popolazione era stata invitata da una settimana a lasciare la cittadina e che la maggior parte dei civili cadde sotto fuoco azero giacché nel corridoio umanitario aperto per farli defluire in Azerbaigian si erano infilati molti soldati disertori. Tale circostanza sarebbe stata confermata dal presidente azero Mütəllibov in una intervista. e dal giornalista azero Eynulla Fatullayev. Un'altra versione, non confermata ma raccolta da militari armeni che parteciparono all'operazione, è che la presidenza della Repubblica azera non diede volutamente corso agli inviti di parte armena di far defluire i civili lungo il corridoio umanitario che gli armeni avevano creato, nascondendo volutamente alla popolazione la possibilità di salvezza se avesse utilizzato il passaggio entro un determinato orario. In tal modo, secondo queste voci non verificate, il Governo Azero dell'epoca mirava a creare un movimento di opinione pubblica internazionale sfavorevole agli armeni e a consolidare il consenso interno verso l'allora Governo.